# 1024 км (зупинний пункт)
1024 кіломе́тр — залізничний пасажирський зупинний пункт Луганської дирекції Донецької залізниці.
Розташований на північній околиці смт Талове, Сорокинський район, Луганської області на лінії Кіндрашівська-Нова — Довжанська між станціями Сімейкине-Нове (2 км) та Ізотове (33 км).
Через військову агресію Росії на сході України транспортне сполучення припинене. Лінія не діюча з 2007 року. Лінію в майбутньому передбачено демонтувати.